# Shōji Nonoshita
Shōji Nonoshita (jap. 埜下 荘司, Nonoshita Shōji; * 24. Mai 1970 in der Präfektur Ehime) ist ein ehemaliger japanischer Fußballspieler.

## Karriere
Nonoshita erlernte das Fußballspielen in der Schulmannschaft der Minamiuwa High School und der Universitätsmannschaft der Osaka University of Commerce. Seinen ersten Vertrag unterschrieb er 1993 bei Gamba Osaka. Der Verein spielte in der höchsten Liga des Landes, der J1 League. Für den Verein absolvierte er 11 Erstligaspiele. 1996 wechselte er zum Ligakonkurrenten Yokohama Flügels. 1997 erreichte er das Finale des Kaiserpokals. Für den Verein absolvierte er 28 Erstligaspiele. Im Oktober 1998 wechselte er zum Ligakonkurrenten Consadole Sapporo. Am Ende der Saison 1998 stieg der Verein in die J2 League ab. Ende 1999 beendete er seine Karriere als Fußballspieler.

## Erfolge
Yokohama Flügels
- Kaiserpokal

Sieger: 1998
Finalist: 1997